# 建昌 (柔然)
建昌（508年－520年）是柔然的君主豆罗伏跋豆伐可汗丑奴的年號，共计13年。

## 纪年
| 建昌 | 元年  | 二年  | 三年  | 四年  | 五年  | 六年  | 七年  | 八年  | 九年  | 十年  |
| 公元 | 508年 | 509年 | 510年 | 511年 | 512年 | 513年 | 514年 | 515年 | 516年 | 517年 |
| 干支 | 戊子  | 己丑  | 庚寅  | 辛卯  | 壬辰  | 癸巳  | 甲午  | 乙未  | 丙申  | 丁酉  |
| 建昌 | 十一年 | 十二年 | 十三年 |
| 公元 | 518年  | 519年  | 520年  |
| 干支 | 戊戌   | 己亥   | 庚子   |

## 同期存在的其他政权年号
- 天監（502年四月—519年十二月）：南朝梁梁武帝萧衍的年号
- 普通（520年正月—527年三月）：南朝梁梁武帝萧衍的年号
- 正始（504年正月—508年八月）：北魏政权北魏宣武帝元恪年号
- 永平（508年八月—512年四月）：北魏政权北魏宣武帝元恪年号
- 延昌（512年四月—515年十二月）：北魏政权北魏宣武帝元恪年号
- 熙平（516年正月—518年二月）：北魏政权北魏孝明帝元詡年号
- 神龜（518年二月—520年七月）：北魏政权北魏孝明帝元詡年号
- 正光（520年七月—525年六月）：北魏政权北魏孝明帝元詡年号
- 建平（508年八月—九月）：北魏京兆王元愉年号
- 承平：高昌政权麴嘉年号
- 義熙：高昌政权麴嘉年号

## 參看
- 中国年号索引
  - 其他使用建昌年號的政權
- 蒙古年号列表